# 엄윤순
엄윤순(1961년 5월 26일 ~ )은 대한민국의 정치인이다. 인제군의원과 강원도의원을 지냈다.

## 학력
- 귀둔초등학교
- 강원대학교 경영대학원 석사과정 수료

## 역대 선거 결과
|  | 0% |

|  | 23.57% |

|  | 15.07% |

|  | 54.53% |